# Alexander Niedner
Alexander Niedner (* 24. August 1862 in Kalkberge; † 21. Mai 1930 in München) war ein deutscher Jurist und Senatspräsident am Reichsgericht. Niedner war die bekannteste und schillerndste Richterpersönlichkeit der Weimarer Justiz, die „auf dem rechten Auge blind war“, d. h. die politisch rechte Straftäter wesentlich milder bestrafte als politisch linke.

## Leben
Christian Morgenstern notierte 1905: „Ich kenne zwei Leute, die ich als Staatsmänner auf unsere alleröffentlichsten Posten wünschte: Werner Sombart und Alexander Niedner“.

### Familie
Morgenstern widmete der Hochzeit Niedners mit Hilde Zitelmann 1892 ein Gedicht. Hilde war die Schwester Franz Karl Zitelmanns (1872–1947) Morgensterns Sorauer Freund. Hilde Zitelmann war eine Cousine Ernst Zitelmanns. Niedner war verwandt mit dem Kirchenhistoriker Christian Wilhelm Niedner. Seine Brüder waren Heinrich Oswald (1867–) Generaldirektor der Donnersmarck'schen Berg- und Hüttenwerke und Johannes Niedner (1868–1920) Professor des öffentlichen Rechts und Oberverwaltungsgerichtsrat in Jena.

### Kaiserreich
1892 wurde Niedner Amtsrichter in Myslowitz und 1896 Landrichter in Meiningen. 1905 wurde er als Hilfsarbeiter an das Oberlandesgericht Frankfurt am Main abgeordnet. 1906 wurde Niedner zum Oberlandesgerichtsrat in Kiel befördert. 1910 ernannte man ihn zum hauptamtlichen Mitglied der großen Prüfungskommission in Berlin und wurde an das Kammergericht versetzt. Ein Disziplinarverfahren, weil er einmal mit Karl Liebknecht am Biertisch gesehen worden war, war seiner Karriere nicht abträglich. 1913 wurde er an das Reichsgericht berufen.

### Republik
1924 wurde er dort Senatspräsident und Vorsitzender zunächst im III. dann im IV. Strafsenat. Bekannt geworden ist er als Mitglied des Staatsgerichtshofs zum Schutze der Republik (RepSchStGH), der in Reaktion auf die rechtsradikalen Attentaten an Scheidemann, Erzberger, Rathenau errichtet wurde. Er wurde für eine gute Wahl gehalten, denn er entsprach den Erwartungen: Mit seiner Schrift „Sozialisierung der Rechtspflege“ aus dem Jahr 1919 sprach er sich für eine Demokratisierung der Rechtspflege aus und er war Mitglied des linksliberalen Republikanischen Richterbunds. Dass Niedner als Spezialist für internationales Privatrecht bisher im Strafrecht nicht tätig war, galt als Pluspunkt, da befürchtet wurde, dass die Staatsanwälte, die im Kaiserreich sozialisiert wurden, kein guter Schutz für die Republik sind. Übersehen wurde, dass der Förderer Niedners Ministerialrat Curt Joël war, die unentbehrliche Graue Eminenz der Weimarer Justizpersonalpolitik und Bremsklotz jeglicher demokratischer Erneuerung des Richterkorps durch Entlassungen. Seit 1922 war Niedner beim RepSchStGH stellvertretendes Mitglied. 1924 wurde er Vorsitzender des von Berufsrichtern geprägten süddeutschen Senats und von 1924 bis 1927 Vorsitzender des Gerichtshofs. Gegen seine Ernennung zum Präsidenten des Staatsgerichtshofs zum Schutz der Republik hat sich die Bayrische Regierung in München hartnäckig gewehrt.

#### Prozesse gegen rechts
Im März 1924 führte er den Vorsitz im Prozess gegen Höß und Bormann. Höß bekam zehn Jahren Zuchthaus, Bormann erhielt für seine Rolle beim „Parchimer Fememord“ an dem Volksschullehrer Walter Kadow ein Jahr Freiheitsstrafe. 1928 kam Höß aufgrund einer allgemeinen Amnestie wieder frei.
Der Staatsgerichtshof zum Schutz der Republik hob durch Beschluss vom 13. Oktober 1926 die vom Preußischen Innenministerium auf Grund des Republikschutzgesetzes (RSG) verfügten Verbote von „Bund Wiking“ und der „Sportverein Olympia“ auf: „Der Staatsgerichtshof zum Schutze der Republik hat Wiking und Olympia auf Herz und Nieren geprüft, nichts Verdächtiges gefunden und daraufhin das Verbot des Preußischen Innenministeriums vom 12. Mai aufgehoben. Vorbereitungen zum Rechtsputsch sind in Deutschland nicht strafbar ... Die neue Leistung des Staatsgerichtshofs zum Schutze der Republik trägt die Unterschrift des Herrn Niedner, der als Richter ja längst einen Ruf genießt, aber von der demokratisch-republikanischen Presse nicht viel behelligt wurde, weil er klugerweise die Kommunisten als Jagdobjekt bevorzugte. Nach diesen kleinen Vorpostengefechten wagt sich Herr Niedner nun an höheres Wild, und sein Debüt ist in der Tat ein Treffer mitten ins Schwarz-Rot-Goldne. Vielleicht werden die demokratischen Blätter sich jetzt endlich mit diesem Richter kritisch befassen, der zudem ihre höchsteigne Entdeckung ist, und den sie vor ein paar Jahren noch als »bon juge« gefeiert haben.“(Carl von Ossietzky)

#### Prozesse gegen links
Senatspräsident Niedner legte in den Prozessen gegen Kommunisten einen aggressiven Antikommunismus an den Tag. Niedner war zudem dem Alkohol zugetan. Dass Niedner vor diesem Hintergrund im Umgang mit Angeklagten und Verteidigung nicht zimperlich war, geht aus einem Vorfall während des Tschekaprozesses hervor. Niedner ließ häufig die Fragen nicht zu oder entzog dem betreffenden Anwalt das Wort. Schließlich wollte Rechtsanwalt Dr. Samter eine Erklärung abgeben, die sich im Namen aller Verteidiger gegen die Art der Prozessführung durch den Vorsitzenden richtete. Samter redete trotz Wortentziehung abermals weiter und weigerte sich, die dem Gerichtsschreiber übergebene Erklärung zurückzunehmen. Samter wurde daraufhin auf Anweisung Niedners von zwei Schutzpolizisten gewaltsam aus dem Gerichtssaal geführt.  Die Anwaltschaft protestierte einmütig, während die Richterschaft von einem „Schauspiel bewußter Sabotage des Verfahrens durch einen 'Anwalt des Rechts'“sprach und den bis „dahin musterhaft geduldige[n] Vorsitzende[n]“ lobte.
Linksliberale Zeitschriften kritisierten: „Herr Niedner, (...), hat sich, da er zwar geringe Kenntnis der Strafprozeßordnung, aber umso größern Überfluß an cholerischem Temperament zu besitzen scheint, dem Zuge der Zeit folgend vom Sozialismus ab- und dem Militarismus zugewandt: er betreibt jetzt Militarisierung der Rechtspflege.“ Dass es auch anders ging, bemerkte Ossietzky: „Die Blätter der Linken rühmen dem Vorsitzenden, Herrn Senatspräsidenten Reichert, vornehme Verhandlungsführung nach. Gewiß wars nicht à la Niedner, es ging ohne Krach, Polizei und alkoholische Intermezzi ab.“
Zunächst versuchte erfolglos die KPD-Fraktion im Reichstag im August 1924 auf Grund der Verhandlungsführung Niedners die Auflösung des Staatsgerichtshofs und eine Anklage gegen Niedner wegen Rechtsbeugung zu erreichen.
In weiteren Reichstagsdebatten prangerte die KPD-Fraktion in Reden und Zwischenrufen Niedner an. Einer der Rechtsanwälte Dr. Brandt überreichte im Dezember 1925 dem Reichsjustizminister eine veröffentlichte Denkschrift über den Tscheka-Prozess, in der Niedner der Rechtsbeugung bezichtigt wurde.
Senatspräsident Niedner gilt als Urheber der Rechtsprechung, in der jede Betätigung für die KPD eine Vorbereitung zum Hochverrat darstellte. Zu dieser extensiven Interpretation des § 86 StGB hinzu kam, dass jedes KPD-Mitglied außerdem Mitglied einer antirepublikanischen Verbindung im Sinne des §§ 7, 4 RSG war. Damit wurden im Falle der Hochverratsvorbereitung in Idealkonkurrenz mit § 7 RSG Zuchthausstrafen statt Festungshaft ermöglicht. Am 17. August 1925 hatte der Reichstag die Hindenburg-Amnestie beschlossen. Ausgenommen von der Amnestierung waren neben schweren Straftaten wie Tötungsdelikte auch Zuchthausstrafen, die nach Kurt Rosenfeld „nur in seltensten Fällen gegen rechts“ verhängt wurden.
Verurteilt wurden Flugblattverteiler, Buchhändler und Setzer. Berühmt wurde der Fall des „Schauspieler[s] Josef Gärtner wegen Rezitationen von Gedichten Ernst Tollers, John Henry Mackays, [der] zu einem Jahr und drei Monaten Gefängnis verurteilt [wurde]. ... Wir entrüsten uns über die Moskauer Justiz, wir fühlen uns erhaben über die amerikanischen Richter, aber wir ertragen mit einer Stumpfheit, deren wir uns vor der ganzen Welt schämen müssen, die Leipziger Niednertracht.“ (Das Tage-Buch)
Da solche Urteile des „literarischen Hochverrats“ nicht Einzelfälle blieben, sondern wöchentlich gleichlautend gefällt wurden, rief diese Praxis heftige Kritik hervor. „Die Parole: Für die Freiheit der Kunst! ist die bequemere, dem liberalen Spießer schmackhaftere. Die andere: Fort mit dem Republikschutzgesetz, fort mit Niedner! die riskantere, weniger zum Unterschreiben einladende, aber politisch realere. Sie trifft das Problem im Kern.“ (Ossietzky)
Der Hamburger Strafrechtler Moritz Liepmann kritisierte die Urteile als „obrigkeitliches Angst- und Phantasieprodukt“ und die unzureichende Beweiswürdigung. Alexander Graf zu Dohna-Schlodien sprach von der „Bedenklichkeit“ dieser Judikatur. Politiker, wie Johannes Bell (Z) forderte, „daß vor allem bei den politischen Prozessen unbedingte Objektivität gewahrt bleiben müsse, damit der Gedanke an irgendwelche parteiliche oder einseitige Stellung nicht aufkeimen könne; in dieser Hinsicht wäre es auch erwünscht, wenn namentlich auch manche unvorsichtigen Redewendungen von Vorsitzenden in Zukunft unterblieben“. Gustav Ehlermann (DDP) sprach in diesem Zusammenhang von Urteilen, die „juristisch falsch, menschlich ungerecht, politisch untragbar und für das Vertrauen des Volkes zur Rechtspflege außerordentlich bedenklich“ seien. Johannes Wunderlich (DVP), Beisitzer des Staatsgerichtshofs, sprach Fehler in der Prozeßleitung an. Wolfgang Heine (SPD), ebenfalls Mitglied beim Staatsgerichtshof, trat aus Protest gegen das Gärtner-Urteil zurück.
Der Reichstag versuchte durch drei Gesetze, die Rechtsprechung zu ändern. Mit Wirkung vom 1. April 1926 wurde der Staatsgerichtshof als einzige Instanz in Republikschutzprozessen beseitigt. Seine Aufgaben gingen wieder auf den IV. Strafsenat des Reichsgerichts über. Der Senat übernahm aber die Praxis des Staatsgerichtshofs, weil Niedner Senatspräsident des IV. Strafsenats wurde. Zugleich erwirkte die SPD die Streichung der Zuchthausstrafe im § 7 RSG. Der vierte Strafsenat verurteilte 1927 in Altfällen weiterhin zu Zuchthaus, obwohl das Ziel der Gesetzesänderungen die Verhinderung von Zuchthausstrafen gewesen sei. Wilhelm Kahl (DVP) hatte auf eine offizielle Anfrage des Senats hin bestätigt, dass die Neufassung die reichsgerichtliche Rechtsprechung korrigieren sollte. Der Senat hielt sich zwar an den Rahmen des Gesetzes, missachtete aber den Willen des Gesetzgebers.
Er trat „aus gesundheitlichen Gründen“ in den Ruhestand zum 1. Februar 1928. Er starb 1930 in München-Schwabing. Die Kommunisten riefen ihm ins Grab nach, er sei der Typ des Henkers der kapitalistischen Republik gewesen.

## Schriften
- Bestandteil und Zubehör, Dr. J. A. Seuffert's Blätter für Rechtsanwendung Band 72 (1907), S. 8.
- Zu § 866 Abs. 3 CPO. Sicherungshypotheken unter M. 300, Deutsche Juristen-Zeitung, Jahrgang 5 (1900) S. 203.
- Fristbestimmung bei Verweigerung der Erfüllung, Deutsche Juristen-Zeitung Jahrgang 6 (1901), S. 443.
- Bedingte Eigentumsübertragung und Vermieterpfandrecht, Deutsche Juristen-Zeitung, Jahrgang 12 (1907) S. 569/570
- Zur Verständigung über die Justizreform, Deutsche Juristen-Zeitung Jahrgang 12 (1907) S. 793/794.
- Kommentar zum Bürgerlichen Gesetzbuch und seinen Nebengesetzen / Band 1. Kommentar zum bürgerlichen Gesetzbuch / Bd. 6. Das Einführungsgesetz vom 18. August 1896, 2.  Auflage, Berlin 1901 (Digitalisat des MPIER).
- Sozialisierung der Rechtspflege, Leipzig 1919.